# Michelle Giannella
Michelle Filomena Giannella (São Paulo, 21 de junho de 1979) é uma jornalista, advogada e apresentadora de televisão brasileira.
Também já atuou como modelo e tem formação em Direito.
É contratada da TV Gazeta, onde apresenta o programa Gazeta Esportiva e é auxiliar de Osmar Garraffa no Mesa Redonda, e apresenta o prêmio Troféu Mesa Redonda.
É torcedora assumida do Juventus.

## Biografia

### Carreira
Formada em Jornalismo pela Faculdade de Comunicação Social Cásper Líbero, Michelle iniciou sua carreira como estagiária na TV Gazeta, no extinto Gazeta Meio-Dia (programa de debates), por nove meses. Depois, trabalhou no jornal A Gazeta Esportiva.
Em 1999, voltou para a TV Gazeta e integrou a equipe dos programas Mulheres e Giro do Guerreiro. Michelle passou a fazer reportagens externas para o Mulheres, cobrindo vários eventos.
Em dezembro de 2000, Michelle passou a apresentar o Gazeta Esportiva. Em 2003, passa a participar do programa Mesa Redonda.
Na Internet, foi editora do site Virgulando, do portal Virgula, onde coordenou a área de cultura e entretenimento. Também foi editora-chefe do site Estrelando, hospedado no portal R7.
Em agosto de 2015, assume a editoria executiva do site Gazeta Esportiva.net.
De 2008 a 2012, estudou Direito na Universidade São Judas Tadeu. Para também trabalhar como advogada. 
Em 2020, com a pandemia do COVID-19 e paralisação dos eventos esportivos, apresentou o programa Plantão da Saúde, de março a julho.
Em 2021, passa a fazer parte do corpo docente do curso de pós-graduação em Jornalismo Esportivo, da Faculdade Cásper Líbero.

### Vida pessoal
É casada com o engenheiro Bruno Vasconcellos, desde 2011. Desta relação nasceu em 24 de junho de 2013 Bruno, seu 1º filho. Em 2015, nova gravidez, agora dos gêmeos Laura e Leonardo